# Sherlock Holmes nevében
Pour plus de détails, voir Fiche technique et Distribution.
Sherlock Holmes nevében (distribution internationale : In the Name of Sherlock Holmes) est un téléfilm hongrois réalisé par Zsolt Bernath, diffusé en 2012. Les trois protagonistes (inspirés de Sherlock Holmes, du docteur Watson et d'Irène Adler) sont des collégiens menant l'enquête sur des disparitions survenues dans leur ville.
Le film a connu une édition DVD pour l'international (sous-titrée en anglais), mais n'a jamais été distribué dans les pays francophones.

## Trame
Alors que l'année scolaire se termine, le jeune collégien Watson rencontre Holmes, un garçon de son âge qui vient d'arriver en ville. Les deux garçons deviennent amis. Holmes ne tarde pas à découvrir un fait étrange : plusieurs enfants de la ville sont mutiques et semblent en détresse psychologique. Watson lui explique qu'il s'agit d'enfants ayant été récemment kidnappés puis relâchés dans des conditions mystérieuses. Personne ne sait qui fut l'auteur de leur enlèvement, ni où ces enfants ont été emmenés. Holmes décide d'enquêter. Avec Watson, il se rend sur les lieux du dernier enlèvement. Il y découvre peu d'indices mais rencontre une jeune fille du collège qui mène également son enquête. Celle-ci déclare s'appeler Ira Adler. La rivalité qui apparaît entre Holmes et Adler les empêche de collaborer.
Holmes souhaite trouver le point commun entre tous les enfants ayant été kidnappés. De nuit, il s'introduit avec Watson dans le collège de la ville. Les deux garçons n'ont pas le temps de pousser leurs recherches à cause de l'arrivée du gardien. Watson emporte avec lui plusieurs documents que Holmes étudie le lendemain. S'y trouve une photo de classe sur laquelle Ira Adler a été entourée. Les deux garçons se précipitent chez elle, craignant qu'elle soit la prochaine victime. Celle-ci est toutefois hors de danger. Les trois collégiens sympathisent. Adler met Holmes et Watson sur la piste d'un cirque, le Circus Infractus Somnius, qui semble lié aux kidnappings. La jeune fille explique par ailleurs les raisons de son enquête : son père était détective et a disparu dans la ville sept ans auparavant en enquêtant sur une première salve de disparitions d'enfants.
Les trois collégiens se rendent au cirque municipal et rencontrent son directeur, qui livre à Holmes et Watson l'étrange histoire du Circus Infractus Somnius. Là-bas travaillait un magicien du nom d'Augusto Boulevar, qui était en mesure d'hypnotiser des volontaires pour extraire un rêve de leur esprit et en faire une réalité pendant un bref instant. Un jour, Augusto Boulevar voulut aller plus loin dans le but de conserver les rêves auxquels il avait donné vie. L'expérience tourna au drame et un incendie détruisit le cirque.
Ne parvenant pas à en savoir plus, les adolescents repartent. Au détour d'une conversation, Adler mentionne à Holmes que sa mère est morte dans un accident de voiture lorsqu'elle était petite. En étudiant divers documents, les trois collégiens commencent à soupçonner le gardien du collège d'être lié aux enlèvements. De son côté, Watson découvre que le père d'Ira Adler fréquentait le Circus Infractus Somnius et connaissait le gardien du collège. Pour en savoir plus sur le gardien, Holmes s'introduit chez lui. Caché dans l'entrebâillement d'un placard, il découvre avec stupéfaction que l'homme utilise un faux visage et n'est autre qu'Augusto Boulevar. Watson, maladroit, fait échouer la discrétion de l'espionnage en s'introduisant à son tour dans l'appartement. Les deux garçons doivent fuir en étant poursuivis par Augusto Boulevar. Dans sa course, Watson glisse en contrebas d'un talus. Holmes souhaite l'aider à remonter mais n'y parvient pas. Le détective en herbe est rattrapé par Augusto qui, d'un geste, l'hypnotise et l'emmène vers un endroit inconnu.
Watson parvient à s'extraire et se rend chez Adler pour lui faire part de l'enlèvement de Holmes. Les deux collégiens découvrent alors qu'une boussole, appartenant initialement au gardien du collège, semble pointer vers une direction différente du nord. Watson et Adler décident de suivre l'aiguille. Leur parcours les amène devant la porte d'un bâtiment perdu au milieu de la forêt. C'est ici qu'est retenu Holmes, qui a repris conscience. Celui-ci fait face à un scientifique qui se présente comme étant le docteur Somnius. Augusto Boulevar est l'homme de main du docteur. Holmes comprend que le docteur est en réalité le père d'Ira. Inconsolable à la suite du décès de sa femme, il s'est associé à Augusto pour maîtriser sa capacité à extraire les rêves des autres, cette fois-ci dans le but de les injecter dans son propre cerveau. Le but est, à terme, de parvenir à s'emparer d'Ira, qui rêve souvent de sa mère, et de récupérer ainsi des souvenirs de son ancienne femme. Watson et Ira Adler surgissent dans la salle au moment où sont faites ces révélations.
Souhaitant accomplir son funeste dessein, le docteur Somnius parvient à s'emparer des rêves de Holmes pour en faire les siens. Holmes et Somnius perdent alors connaissance. Entre-temps, Watson a découvert qu'il bénéficiait d'une connexion télépathique avec Augusto. Celui-ci voudrait vaincre le docteur Somnius pour récupérer les rêves qui lui ont également été volés. Le gardien du collège s'avère ainsi être un allié pour aider Ira et Watson à récupérer les rêves de Holmes dans l'esprit de Somnius. Pour cela, Watson est projeté dans l'esprit cauchemardesque de Somnius, dans lequel il retrouve Holmes. Les deux garçons parviennent à se libérer de l'esprit du docteur en débloquant un ensemble de mécanismes qui font prendre conscience au père d'Ira de l'importance de sa propre fille, qu'il avait négligée au point d'en oublier le véritable nom. Ira, qui se prénomme en réalité Vicus, apparaît à son tour dans son esprit. Le père reconnaît alors sa fille et la serre dans ses bras. L'événement provoque la destruction de l'ensemble des bocaux dans lesquels le docteur Somnius conservait les rêves des enfants de la ville, ainsi que les rêves d'Augusto. Les rêves s'envolent pour revenir dans l'esprit de ceux qui les avaient imaginés. Une séquence d'épilogue montre la joie de vivre revenue parmi les enfants de la ville. Le père d'Ira veille désormais sur sa fille.

## Fiche technique
- Titre original : Sherlock Holmes nevében
- Réalisation : Zsolt Bernath
- Scénario : Mark Kis Szabo
- Production : Karoly Vaczy
- Pays d’origine :  Hongrie
- Langue originale : hongrois
- Genre : Aventure, fantastique
- Durée : 99 minutes
- Dates de sortie : Hongrie : 12 juin 2012

## Distribution
- Kristof Szenasi : Holmes
- Adam Ungvar : Watson
- Nikolett Kugler : Ira Adler
- Gabor Karalyos : « Aubergine »
- Tibor Gaspar : Docteur Somnius
- Attila Kiss : Gardien du collège

## Diffusion
Le film connaît une diffusion en avant-première le 17 décembre 2011 dans la ville de Dunaújváros, avant d'être diffusé à la télévision hongroise le 26 janvier 2012. Dans le courant de l'année 2012, le film est également diffusé en République tchèque, en Roumanie et en Allemagne à l'occasion de festivals. Il sort plus tard en DVD dans divers pays non-francophones, notamment en Allemagne en 2014.